# Ichneumon inflammatorius
Ichneumon inflammatorius là một loài tò vò trong họ Ichneumonidae.